# Wahlbezirk Böhmen 26
Der Wahlbezirk Böhmen 26 war ein Wahlkreis für die Wahlen zum Abgeordnetenhaus im österreichischen Kronland Böhmen. Der Wahlbezirk wurde 1907 mit der Einführung der Reichsratswahlordnung geschaffen und bestand bis zum Zusammenbruch der Habsburgermonarchie.

## Geschichte
Nachdem der Reichsrat im Herbst 1906 das allgemeine, gleiche, geheime und direkte Männerwahlrecht beschlossen hatte, wurde mit 26. Jänner 1907 die große Wahlrechtsreform durch Sanktionierung von Kaiser Franz Joseph I. gültig. Mit der neuen Reichsratswahlordnung schuf man insgesamt 516 Wahlbezirke mit je einem zu wählenden Abgeordneten, die durch Direktwahl mit allfälliger Stichwahl bestimmt wurden. Der Wahlkreis Böhmen 26 umfasste die Städte, Märkte und Gemeinden Hohenmauth, Chotzen, Wildenschwert, Böhmisch Trübau, Leitomischl, Senftenberg, Policka und Skutsch. Aus der Reichsratswahl 1907 ging Václav Klofáč von der Tschechischen national-sozialen Partei als Sieger hervor. Bei der Reichsratswahl 1911 wurde er von seinem Parteikollegen Karel Šviha abgelöst.

## Wahlen

### Reichsratswahl 1907
Die Reichsratswahl 1907 wurde am 14. Mai 1907 (erster Wahlgang) sowie am 23. Mai 1907 (Stichwahl) durchgeführt.

#### Erster Wahlgang
| Kandidat                                                              | Partei                               | Wahlkreisstimmen | Prozent |
| --------------------------------------------------------------------- | ------------------------------------ | ---------------- | ------- |
| Václav Klofáč                                                         | Tschechische national-soziale Partei | 3727             | 48,0 %  |
| Karl Grunel                                                           | Sozialdemokratische Partei           | 2689             | 34,6 %  |
| Boleslav Plaček                                                       | Selbständiger Kandidat               | 1322             | 17,0 %  |
|                                                                       | Sonstige Parteien                    | 24               | 0,3 %   |
| Wahlberechtigte: 9298, Ungültige Stimmen: 36, Wahlbeteiligung: 83,9 % |                                      |                  |         |

#### Stichwahl
| Kandidat                                                              | Partei                                  | Wahlkreisstimmen | Prozent |
| --------------------------------------------------------------------- | --------------------------------------- | ---------------- | ------- |
| Václav Klofáč                                                         | Tschechische national-soziale Partei    | 5030             | 64,5 %  |
| Karl Grunel                                                           | Tschechische Sozialdemokratische Partei | 2768             | 35,5 %  |
| Wahlberechtigte: 9299, Ungültige Stimmen: 26, Wahlbeteiligung: 84,1 % |                                         |                  |         |

### Reichsratswahl 1911
Die Reichsratswahl 1911 wurde am 13. Juni 1911 durchgeführt. Die Stichwahl entfiel auf Grund des absoluten Mehrheit für Šviha im ersten Wahlgang.
| Kandidat                                                                | Partei                                               | Wahlkreisstimmen | Prozent |
| ----------------------------------------------------------------------- | ---------------------------------------------------- | ---------------- | ------- |
| Karel Šviha                                                             | Tschechische national-soziale Partei                 | 3933             | 50,6 %  |
| František Holeček                                                       | Sozialdemokratische Partei                           | 2850             | 36,6 %  |
| Vaclav Trávníček                                                        | Christlichsoziale Partei                             | 678              | 8,7 %   |
| Stephan Müller                                                          | Tschechische staatsrechtlich-fortschrittliche Partei | 307              | 3,9 %   |
| Sonstige                                                                | 12                                                   | 0,2 %            |         |
| Wahlberechtigte: 10.021, Ungültige Stimmen: 54, Wahlbeteiligung: 78,2 % |                                                      |                  |         |